# Слободан Унковски
Слободан Унковски е театрален режисьор и политик от Северна Македония.

## Биография
Унковски е роден е през 1948 година в град Скопие. През 1971 г. завършва Академията за театър, кино, радио и телевизия в Белград. В периода 1971-1981 г. е директор и художествен ръководител на Драматичния театър — Скопие. От 1983 до 1987 е доцент във факултета по Драматични изкуства на Скопския университет. През 1987-1988 г. преподава режисура в Нюйоркския университет, а през 1988-1989 г. — актьорско и режисьорско майсторство в Харвардския университет. От 1990 г. е редовен професор във факултета по Драматични изкуства в Скопие. Унковски е автор на многобройни театрални и телевизионни постановки в различни югославски републики, Гърция и Англия.
От 1996 до 1998 година Слободан Унковски е министър на културата в едно от правителствата на Бранко Цървенковски. . След 2006 г. той е изявен последователен критик на политиката на „антиквизация“ и на проекта „Скопие 2014“, провеждани от правителствата на ВМРО-ДПМНЕ..